# Polska na Letnich Igrzyskach Paraolimpijskich 1972
Letnie Igrzyska Paraolimpijskie 1972 były pierwszymi w historii w których startowali Polacy. W sumie wystartowało 20 Polaków (12 mężczyzn i 8 kobiet). W klasyfikacji medalowej reprezentacja Polski uplasowała się na wysokim 6 miejscu (to drugie najlepsze miejsce w historii polskich startów). 

## Opis
Reprezentanci Polski startowali w 3 dyscyplinach i w 65 konkurencjach. Zdobyli w sumie 33 medale (14 złotych, 12 srebrnych i 7 brązowych). Najwięcej złotych medali (po 3) zdobyli: lekkoatletka Krystyna Owczarczyk oraz pływak Ryszard Machowczyk. Także oni oraz pływacy Barbara Kopycka i Andrzej Seremak zdobyli w sumie najwięcej medali (po 4) - Krystyna Owczarczyk 3 złote i 1 brązowy, Ryszard Machowczyk 3 złote i 1 srebrny, Barbara Kopycka 1 złoty i 3 srebrne a Andrzej Seremak 1 złoty i 3 srebrne.

## Zdobyte medale

### Złote
1. Grażyna Haffke-Stępień - 100 m stylem dowolnym (5)
2. Barbara Kopycka - 100 m stylem grzbietowym (6)
3. Ryszard Machowczyk - 100 m stylem grzbietowym (5)
4. Ryszard Machowczyk - 3x50 m (150 m) stylem zmiennym (5)
5. Stanisław Mosurek - 50 m stylem grzbietowym (4)
6. Krystyna Owczarczyk - Rzut dyskiem (2)
7. Krystyna Owczarczyk - Rzut oszczepem (2)
8. Krystyna Owczarczyk - Pchnięcie kulą (2)
9. Anna Pogorzelska-Hillebrandt - 50 m stylem grzbietowym (3)
10. Anna Pogorzelska-Hillebrandt - 50 m stylem dowolnym (3)
11. Andrzej Seremak - 50 m stylem klasycznym (3)
12. Zenon Sokół - 100 m stylem klasycznym (6)
13. Alina Wojtowicz-Pomierna - 50 m stylem dowolnym (4)
14. Sztafeta 3x100 m stylem zmiennym (5-6) - (Zenon Sokół, Ryszard Machowczyk, Mieczysław Sobczak)

### Srebrne
1. Grażyna Haffke-Stępień - 100 m stylem grzbietowym (5)
2. Grażyna Haffke-Stępień - 3x50 m (150 m) stylem zmiennym (5)
3. Barbara Kopycka - 100 m stylem dowolnym (6)
4. Barbara Kopycka - 3x50 m (150 m) stylem zmiennym (6)
5. Jacek Kowalik - Rzut dyskiem (5)
6. Jacek Kowalik - Pchnięcie kulą (5)
7. Ryszard Machowczyk - 100 m stylem klasycznym (5)
8. Anna Pogorzelska-Hillebrandt - 50 m stylem klasycznym (3)
9. Andrzej Seremak - 50 m stylem grzbietowym (3)
10. Andrzej Seremak - 50 m stylem dowolnym (3)
11. Sztafeta 3x50 m stylem zmiennym (2-4) - (Stanisław Mosurek, Andrzej Seremak, Mirosław Deręgowski)
12. Sztafeta 3x100 m stylem zmiennym (5-6) - (Grażyna Haffke-Stepień, Barbara Kopycka, Alina Wojtowicz-Pomierna)

### Brązowe
1. Helena Ciapała-Zdunek - Pchnięcie kulą (3)
2. Helena Ciapała-Zdunek - Slalom lekkoatletyczny (3)
3. Krystyna Owczarczyk - Bieg na 60 m (2)
4. Jerzy Skrzypek - Pchnięcie kulą (3)
5. Mieczysław Sobczak - 100 m stylem klasycznym (5)
6. Zenon Sokół - 100 m stylem dowolnym (6)
7. Jan Waś - Podnoszenie ciężarów, Waga lekkopiórkowa

## Występy Polaków

### Lekkoatletyka

#### Kobiety
Bożena Birycka
- Bieg na 60 m (4) - 24. miejsce
- Rzut dyskiem (4) - 4. miejsce
- Rzut oszczepem (4) - 7. miejsce
- Pchnięcie kulą (4) - 4. miejsce
- Slalom lekkoatletyczny (4) - 14. miejsce

Helena Ciapała-Zdunek
- Bieg na 60 m (3) - 11. miejsce
- Rzut dyskiem (3) - 4. miejsce
- Rzut oszczepem (3) - 10. miejsce
- Pchnięcie kulą (3) - 3. miejsce
- Slalom lekkoatletyczny (3) - 3. miejsce

Krystyna Owczarczyk
- Bieg na 60 m (2) - 3. miejsce
- Rzut dyskiem (2) - 1. miejsce
- Rzut oszczepem (2) - 1. miejsce
- Rzut oszczepem do celu (open) - 27. miejsce
- Pchnięcie kulą (2) - 1. miejsce
- Slalom lekkoatletyczny (2) - 9. miejsce

SZTAFETY:
- Sztafeta 4x40 m (open) (Helena Ciapała-Zdunek, Grażyna Haffke-Stępień, Barbara Kopycka, Krystyna Owczarczyk) - 9.miejsce

#### Mężczyźni
Jacek Kowalik
- Bieg na 100 m (5) - 18.miejsce
- Rzut dyskiem (5) - 2.miejsce
- Rzut oszczepem (5) - 6.miejsce
- Pięciobój lekkoatletyczny (5) - 5.miejsce
- Pchnięcie kulą (5) - 2.miejsce
- Slalom lekkoatletyczny (5) - 15.miejsce

Jerzy Skrzypek
- Bieg 100 m (5) - 37.miejsce
- Rzut dyskiem (5) - 5.miejsce
- Rzut oszczepem (5) - 4.miejsce
- Pchnięcie kulą (5) - 3.miejsce
- Slalom lekkoatletyczny (5) - 30.miejsce

Zenon Szumski
- Bieg na 100 m (4) - 37.miejsce
- Rzut dyskiem (4) - 6.miejsce
- Rzut oszczepem (4) - 16.miejsce
- Pchnięcie kulą (4) - 19.miejsce
- Slalom lekkoatletyczny (4) - 17.miejsce

Jan Waś
- Bieg na 100 m (3) - 34. miejsce
- Slalom lekkoatletyczny (3) - 23.miejsce

### Pływanie

#### Kobiety
Grażyna Haffke-Stępień
- 100 m stylem grzbietowym (5) - 2.miejsce
- 100 m stylem dowolnym (5) - 1.miejsce
- 3x50 m (150 m) stylem zmiennym (5) - 2.miejsce

Barbara Kopycka
- 100 m stylem grzbietowym (6) - 1.miejsce
- 100 m stylem dowolnym (6) - 2.miejsce
- 3x50 m (150 m) stylem zmiennym (6) - 2.miejsce

Anna Pogorzelska-Hillebrandt
- 50 m stylem grzbietowym (3) - 1.miejsce
- 50 m stylem klasycznym (3) - 2.miejsce
- 50 m stylem dowolnym (3) - 1.miejsce

?.Trzos
- 25 m stylem grzbietowym (2) - 16.miejsce
- 25 m stylem klasycznym (2) - 11.miejsce
- 25 m stylem dowolnym (2) - 7.miejsce

Alina Wojtowicz-Pomierna
- 50 m stylem klasycznym (4) - 6.miejsce
- 50 m stylem dowolnym (4) - 1.miejsce
- 3x25 m (75 m) stylem zmiennym (4) - 4.miejsce

SZTAFETY:
- Sztafeta 3x100 m stylem zmiennym (5-6) (Grażyna Haffke-Stepień, Barbara Kopycka, Alina Wojtowicz-Pomierna) - 2.miejsce

#### Mężczyźni
Mirosław Deręgowski
- 50 m stylem grzbietowym (4) - 6.miejsce
- 50 m stylem dowolnym (4) - 7.miejsce
- 3x25 m (75 m) stylem zmiennym (4) - 10.miejsce

Ryszard Machowczyk
- 100 m stylem grzbietowym (5) - 1.miejsce
- 100 m stylem klasycznym (5) - 2.miejsce
- 3x50 m (150 m) stylem zmiennym (5) - 1.miejsce

Stanisław Mosurek
- 50 m stylem grzbietowym (4) - 1.miejsce
- 50 m stylem klasycznym (4) - 4.miejsce
- 3x25 m (75 m) stylem zmiennym (4) - 4.miejsce

Andrzej Seremak
- 50 m stylem grzbietowym (3) - 2.miejsce
- 50 m stylem klasycznym (3) - 1.miejsce
- 50 m stylem dowolnym (3) - 2.miejsce

Mieczysław Sobczak
- 100 m stylem klasycznym (5) - 3.miejsce
- 100 m stylem dowolnym (5) - 5.miejsce
- 3x50 m (150 m) stylem zmiennym (5) - 4.miejsce

Zenon Sokół
- 100 m stylem klasycznym (6) - 1.miejsce
- 100 m stylem dowolnym (6) - 3.miejsce
- 3x50 m (150 m) stylem zmiennym (6) - dyskwalifikacja

??.Wirowski
- 25 m stylem grzbietowym (1B) - 7.miejsce
- 25 m stylem klasycznym (1B) - 4.miejsce
- 25 m stylem dowolnym (1B) - 7.miejsce

Tadeusz Zabrzeski
- 25 m stylem grzbietowym (1B) - 5.miejsce
- 25 m stylem klasycznym (1B) - 5.miejsce
- 25 m stylem dowolnym (1B) - 8.miejsce

SZTAFETY:
- Sztafeta 3x100 m stylem zmiennym (5-6) - (Zenon Sokół, Ryszard Machowczyk, Mieczysław Sobczak) - 1.miejsce
- Sztafeta 3x50 m stylem zmiennym (2-4) - (Stanisław Mosurek, Andrzej Seremak, Mirosław Deręgowski) - 2.miejsce

### Podnoszenie ciężarów
Jan Waś
- Waga lekkopiórkowa - 3.miejsce